# Floris Stempel
Floris Stempel (ur. 18 stycznia 1877 w Amsterdamie, zm. 22 stycznia 1910 na kanale La Manche) – założyciel i pierwszy prezes klubu piłkarskiego AFC Ajax.

## Życiorys
Urodził się 18 stycznia 1877 roku w Amsterdamie. Jego ojciec, Jan Stempel, pracował jako nauczyciel, a następnie jako urzędnik. 1 lipca 1869 roku Jan ożenił się z Johanną Visser - matką Florisa.
18 marca 1900 roku Floris wraz z dwoma przyjaciółmi - Carelem Reeserem i Hanem Dadem założył klub piłkarski  Football Club Ajax, którego nazwę, z czasem, przemianowali na Amsterdamse Voetbal Bond Ajax. Stempel został prezesem drużyny, a Han Dade jego zastępcą.
Pozostał prezesem klubu aż do roku 1908, kiedy to zastąpił go na tym stanowisku Chris C. Holst.
22 stycznia 1910 roku statek SS Prince William, na którego pokładzie się znajdował, zatonął na kanale La Manche, u wybrzeży Francji. Cała załoga oraz pasażerowie utonęli. Stempel zmierzał do Indii Zachodnich, skąd otrzymał ofertę pracy. Miał 33 lata.